# Parnassius tenedius
Parnassius tenedius là một loài bướm trong chi Parnassius, họ Papilionidae. Chúng phân bố thành dải từ Siberia và viễn đông Nga đến tây bán đảo Chukchi, Mông Cổ và bắc Trung Quốc.Ấu trùng ăn Corydalis.

## Hình ảnh

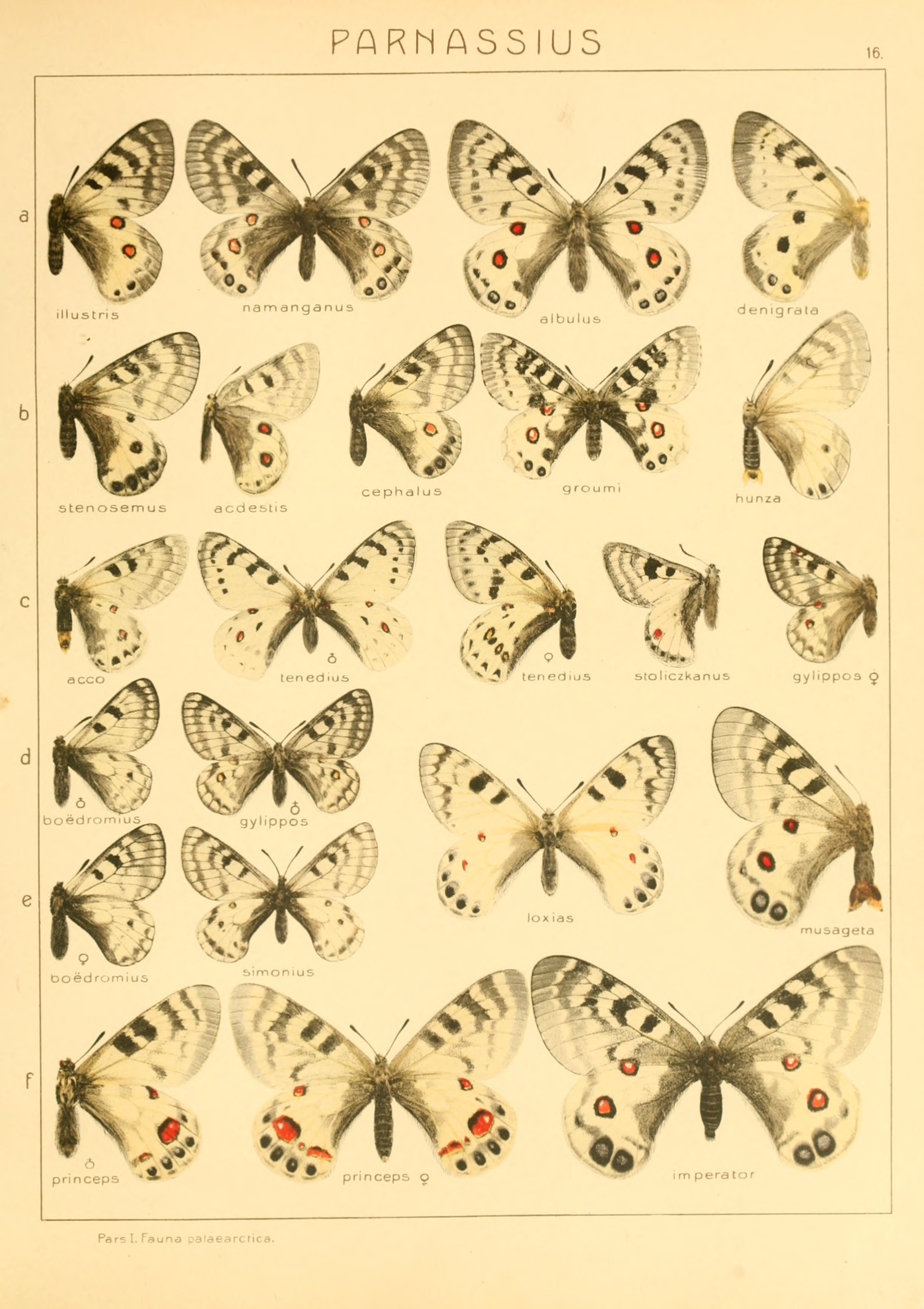